# Росций Регул
Росций Регул (на латински: Roscius Regulus) е политик и сенатор на Римската империя. Произлиза от фамилията Росции с когномен Регул.
През 69 г. той е вероятно суфектконсул по времето на Годината на четиримата императори. Тази година консули са император Галба и Тит Виний, суфектконсули са Отон, Луций Салвий Отон Тициан, Луций Вергиний Руф, Луций Помпей Вописк, Тит Флавий Сабин, Гней Арулен Целий Сабин, Авъл Марий Целз, Гней Арий Антонин, Розий Регул, Гай Квинтий Атик и Гней Цецилий Симплекс.